# Lapoutroie
Lapoutroie – miejscowość i gmina we Francji, w regionie Grand Est, w departamencie Górny Ren.
Według danych na rok 1990 gminę zamieszkiwało 1981 osób, 94 os./km².